# Sciades quadriplagiatus
Sciades quadriplagiatus là một loài bọ cánh cứng trong họ Cerambycidae.